# Inside Daisy Clover
Inside Daisy Clover is een Amerikaanse dramafilm uit 1965 onder regie van Robert Mulligan. Het scenario is gebaseerd op de gelijknamige roman uit 1963 van de Amerikaanse auteur Gavin Lambert.

## Verhaal
Het 15-jarige meisje Daisy Clover droomt ervan om een ster te worden in Hollywood. Ze neemt een lied op, dat ze naar de producent Raymond Swan stuurt. Hij reageert positief en stelt haar tijdens een feestje voor aan zijn contacten in de filmindustrie. Daar wordt ze verliefd op de acteur Wade Lewis. Ze kondigen hun trouwplannen aan na de première van haar eerste film. Na de bruiloft ontdekt Daisy dat Wade eigenlijk op mannen valt.

## Rolverdeling
| Acteur              | Personage             |
| ------------------- | --------------------- |
| Natalie Wood        | Daisy Clover          |
| Christopher Plummer | Raymond Swan          |
| Robert Redford      | Wade Lewis            |
| Ruth Gordon         | Lucile Clover         |
| Roddy McDowall      | Walter Baines         |
| Katharine Bard      | Melora Swan           |
| Peter Helm          | Milton Hopwood        |
| Betty Harford       | Gloria Clover Goslett |
| John Hale           | Harry Goslett         |
| Harold Gould        | Agent op de pier      |
| Ottola Nesmith      | Dolores               |
| Edna Holland        | Cynara                |

## Prijzen en nominaties
| Jaar | Prijs  | Categorie                | Genomineerde(n)                  | Uitslag     |
| ---- | ------ | ------------------------ | -------------------------------- | ----------- |
| 1966 | Oscars | Beste vrouwelijke bijrol | Ruth Gordon                      | Genomineerd |
| 1966 | Oscars | Beste productieontwerp   | Robert Clatworthy George Hopkins | Genomineerd |
| 1966 | Oscars | Beste kostuumontwerp     | Edith Head Bill Thomas           | Genomineerd |